# جيرالد داو
جيرالد داو (بالإنجليزية: Gerald Dawe)‏ هو شاعر أيرلندي، ولد في 1952.